# Silver Cross Tavern
La Silver Cross Tavern es un pub ubicado en Whitehall, en Londres (Inglaterra). Abrió sus puertas como bar en 1674. El edificio había sido un establecimiento en ese lugar desde el siglo XIII. Se ha afirmado que es el único burdel teóricamente legal (aunque no operativo) del país, basándose en que nunca se revocó una licencia real del siglo XVII sobre el edificio.

## Historia
La taberna Silver Cross abrió sus puertas como pub en 1674 con el nombre de "The Garter", tras haber sido anteriormente un burdel con licencia. Inicialmente fue propiedad de William Waad, hijo del político Sir William Waad, quien la vendió a Joseph Craig en su primer año de licencia. Craig también había comprado una serie de edificios cerca de la taberna Silver Cross; sin embargo, la Silver Cross no se incorporó a los otros edificios, que pasaron a conocerse como Craig's Court.
Posteriormente, la taberna fue adquirida por los condes de Harrington. En 1861, fue arrendada al conde de Harrington por el conde de St. Vincent, pasando a denominarse The Silver Cross. En el siglo XX, el pub fue propiedad de TJ Bernard, que lo vendió a Taylor Walker Pubs. Debido a su ubicación cerca de los edificios del gobierno británico y de Trafalgar Square, el pub es frecuentado por miembros de la Administración Pública y turistas.
En 1999, la BBC afirmó que la taberna Silver Cross era el único burdel legal del Reino Unido, aunque actualmente no funcionara como tal, basándose en que nunca se revocó una licencia real concedida por el monarca Carlos I de Inglaterra.

## Edificio
En el siglo XIII se construyó un edificio que formaba parte de la ermita de Santa Catalina, con paredes revestidas de plomo. La taberna ha sufrido varias reconstrucciones, la última en 1900. El pub tiene un techo abovedado de cañón. Poco después de su apertura, se instaló un techo de escayola en la zona del bar cuando el rey Carlos I vivía en Whitehall.
En la época victoriana, se construyó una nueva fachada en el edificio, que posteriormente pasó a llamarse 37 Whitehall y es el edificio con fachada de azulejos rojos situado en el extremo derecho u oeste de las estructuras desde Craig's Court. En la década de 1990, el pub se amplió en los números 33-35 que a su vez habían sido combinados por los ocupantes anteriores, el último después de la pizzería de al lado fue cerrado y el pub se hizo cargo de los locales.